# Tattendorf
Tattendorf ist eine Gemeinde mit 1456 Einwohnern (Stand 1. Jänner 2025) im Bezirk Baden in Niederösterreich.

## Geografie
Tattendorf liegt im Industrieviertel in Niederösterreich. Durch den Westen der Gemeinde fließt die Triesting, nahe der Grenze im Osten die Piesting. Das Gemeindegebiet ist flach und liegt rund 220 Meter über dem Meer. Die Fläche umfasst 14,35 Quadratkilometer. Davon sind beinahe zwei Drittel landwirtschaftliche Nutzfläche, 16 Prozent sind Weingärten und sieben Prozent der Fläche sind bewaldet.

### Gemeindegliederung
Es existieren keine weiteren Katastralgemeinden.
Innerhalb der Gemeindefläche liegen die abgekommenen Orte Hadwartesdorf und Kaltengang.

### Nachbargemeinden
| Baden    |                                             | Oberwaltersdorf |
|          | Kompassrose, die auf Nachbargemeinden zeigt |                 |
| Teesdorf | Blumau-Neurißhof                            | Pottendorf      |

## Geschichte

Tattendorf (rechts unten) und Umgebung um 1873 (Aufnahmeblatt der Landesaufnahme)

Tattendorf

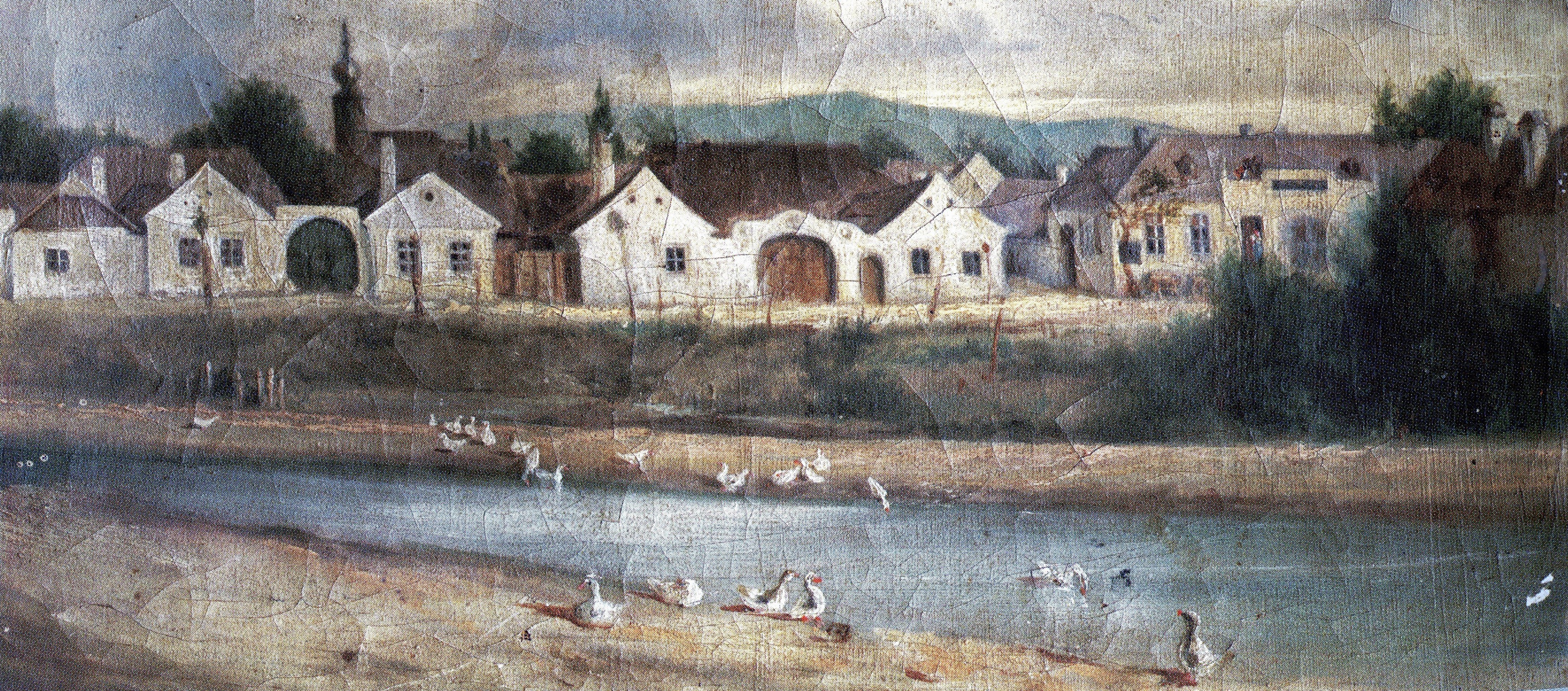
Tattendorf, Niederösterreich 1850

Tattendorf wurde vermutlich in der Mitte des 11. Jahrhunderts von den Babenbergern gegründet und besiedelt, um die Grenze gegen die Magyaren zu stärken. Die erste urkundliche Erwähnung erfolgte 1114 im Klosterneuburger Traditionskodex, wo ein Adaloldus de Tatindorf als Zeuge einer Schenkung genannt wird. Das Stift Klosterneuburg war ab der Mitte des 12. Jahrhunderts bis 1848 Grundherr. Ein früher Hinweis auf Weinbau findet sich 1258 mit dem perchrecht (Weingartenordnung).
Im Zuge der Ersten Wiener Türkenbelagerung wurde 1529 die Kirche Maria Ellend zerstört. Bei der Zweiten Wiener Türkenbelagerung 1683 wurden viele Bewohner von Tattendorf getötet, weitere starben an den Seuchen Pest und Cholera.
In den Jahren 1825 bis 1828 baute Franz Girardoni eine Spinnfabrik. Als sie 1853 in Konkurs ging, kaufte Theodor Dumba diese auf und baute sie aus, sodass 180 Arbeiter beschäftigt waren. Als sein Cousin Nikolaus Dumba die Fabrik übernahm, engagierte er sich auch sozial und unterstützte Kinder und Arme. Die Firma arbeitete bis 1945, im Jahr 1991 wurden die Gebäude demoliert.
Zwischen 1972 und 1987 war Tattendorf in einem Gemeindeverbund mit Steinfelden. Seit 1. Jänner 1988 ist Tattendorf wieder selbständig.

### Religionen
1672 gab es eine Wallfahrt zu einem Marienbild bei einer Eiche, die aber schon 1673 verboten wurde. 1688 wurde die Eiche gefällt und ausgegraben. Die Marienkapelle wurde 1903 wieder errichtet.

### Einwohnerentwicklung
| Tattendorf: Einwohnerzahlen von 1869 bis 2025       | Tattendorf: Einwohnerzahlen von 1869 bis 2025 | Tattendorf: Einwohnerzahlen von 1869 bis 2025 | Tattendorf: Einwohnerzahlen von 1869 bis 2025 | Tattendorf: Einwohnerzahlen von 1869 bis 2025 |
| --------------------------------------------------- | --------------------------------------------- | --------------------------------------------- | --------------------------------------------- | --------------------------------------------- |
| Jahr                                                |                                               |                                               |                                               | Einwohner                                     |
| 1869                                                | 1869                                          |                                               | 773                                           | 773                                           |
| 1880                                                | 1880                                          |                                               | 829                                           | 829                                           |
| 1890                                                | 1890                                          |                                               | 630                                           | 630                                           |
| 1900                                                | 1900                                          |                                               | 743                                           | 743                                           |
| 1910                                                | 1910                                          |                                               | 792                                           | 792                                           |
| 1923                                                | 1923                                          |                                               | 862                                           | 862                                           |
| 1934                                                | 1934                                          |                                               | 783                                           | 783                                           |
| 1939                                                | 1939                                          |                                               | 803                                           | 803                                           |
| 1951                                                | 1951                                          |                                               | 825                                           | 825                                           |
| 1961                                                | 1961                                          |                                               | 760                                           | 760                                           |
| 1971                                                | 1971                                          |                                               | 947                                           | 947                                           |
| 1981                                                | 1981                                          |                                               | 981                                           | 981                                           |
| 1991                                                | 1991                                          |                                               | 1.016                                         | 1.016                                         |
| 2001                                                | 2001                                          |                                               | 1.206                                         | 1.206                                         |
| 2011                                                | 2011                                          |                                               | 1.321                                         | 1.321                                         |
| 2021                                                | 2021                                          |                                               | 1.434                                         | 1.434                                         |
| 2025                                                | 2025                                          |                                               | 1.456                                         | 1.456                                         |
| Quelle(n): Statistik Austria, Gebietsstand 1.1.2021 |                                               |                                               |                                               |                                               |

## Kultur und Sehenswürdigkeiten

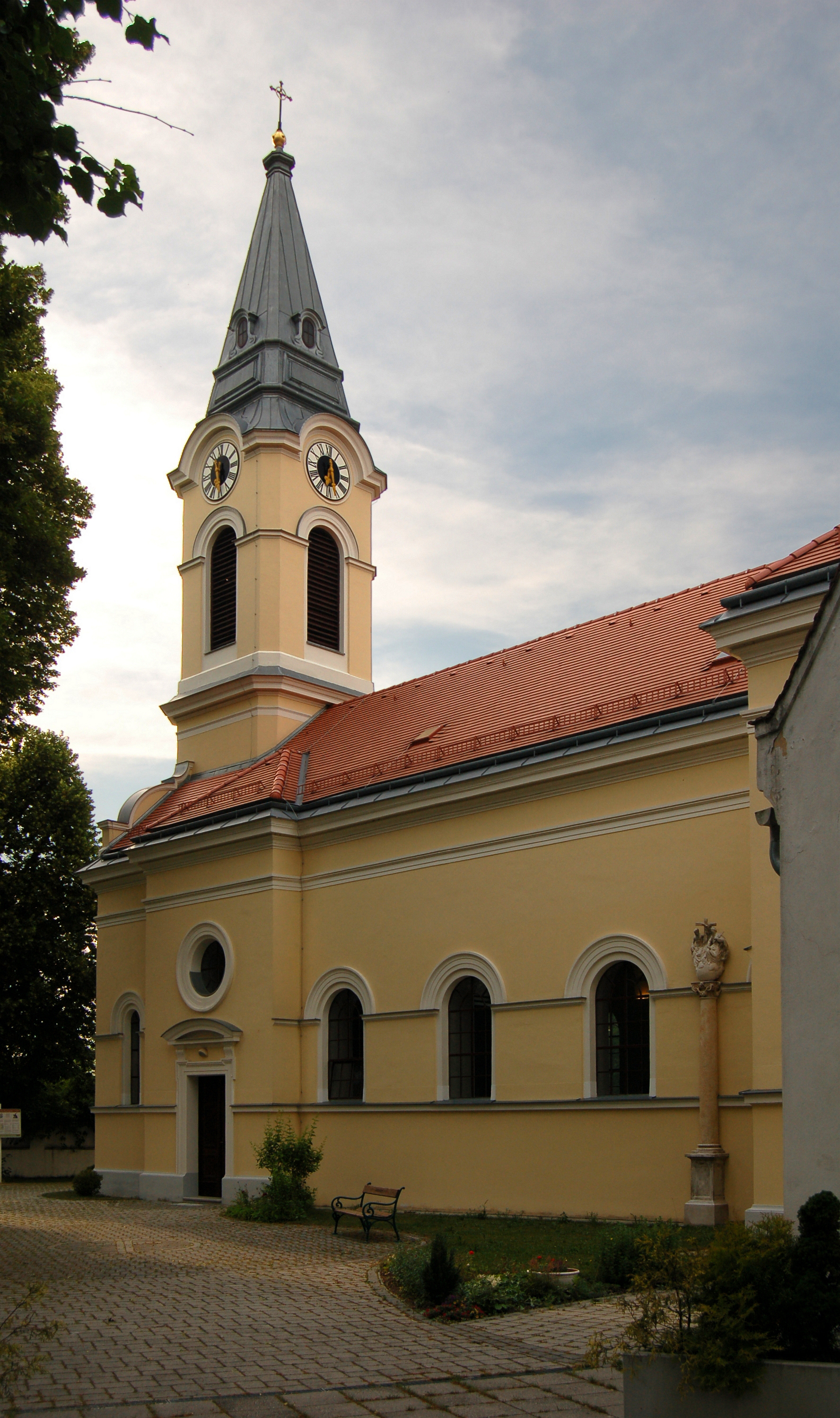
Pfarrkirche Tattendorf

- Katholische Pfarrkirche Tattendorf hl. Maria im Elend
- Marienkapelle
- Urbanuskapelle
- Nepomukkapelle
- Feuchtgebiet Oberwaltersdorf-Tattendorf

## Wirtschaft und Infrastruktur

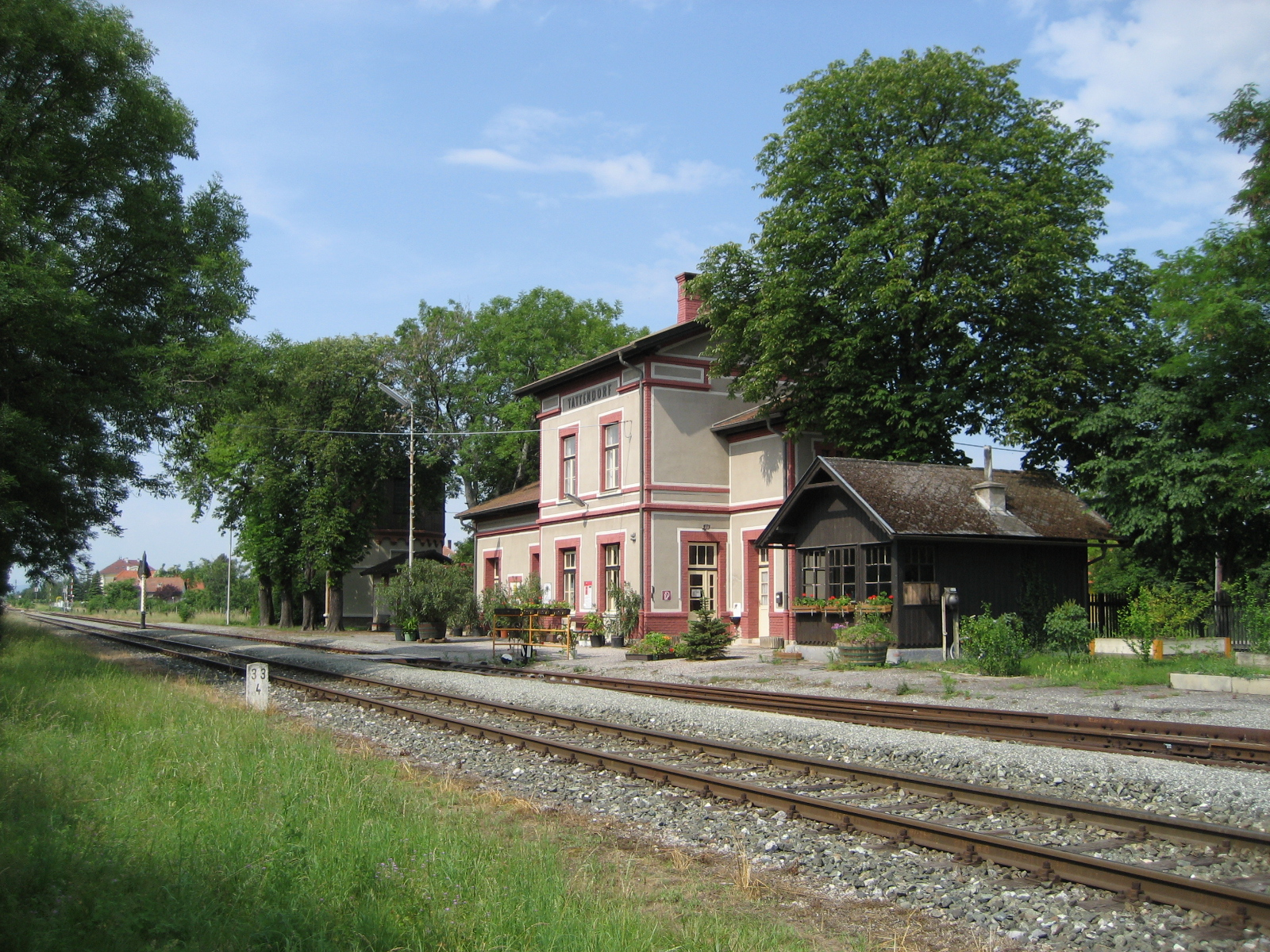
Bahnhof Tattendorf

### Wirtschaftssektoren
Von den 34 landwirtschaftlichen Betrieben des Jahres 2010 waren 22 Haupterwerbsbauern. Im Produktionssektor waren 81 Erwerbstätige im Bereich Warenherstellung und 40 in der Bauwirtschaft beschäftigt. Die wichtigsten Arbeitgeber des Dienstleistungssektors waren die Bereiche Handel (124), soziale und öffentliche Dienste (52) und freiberufliche Dienstleistungen (39 Mitarbeiter).
| Wirtschaftssektor            | Anzahl Betriebe | Anzahl Betriebe | Erwerbstätige | Erwerbstätige |
| Wirtschaftssektor            | 2011            | 2001            | 2011          | 2001          |
| ---------------------------- | --------------- | --------------- | ------------- | ------------- |
| Land- und Forstwirtschaft 1) | 34              | 41              | 47            | 72            |
| Produktion                   | 18              | 14              | 121           | 104           |
| Dienstleistung               | 117             | 52              | 260           | 106           |

1) Betriebe mit Fläche in den Jahren 2010 und 1999
| Im Jahr 2011 lebten 692 Erwerbstätige in Tattendorf. Davon arbeiteten 168 in der Gemeinde, drei Viertel pendelten aus. Von den umliegenden Gemeinden kamen 260 Menschen zur Arbeit nach Tattendorf. Tattendorf ist Mitglied der „Weinland Thermen Region“. Von dreißig Weinbaubetrieben werden auf 200 Hektar vor allem Rotweine angebaut. | Die zur Anzeige dieser Grafik verwendete Erweiterung wurde dauerhaft deaktiviert. Wir arbeiten aktuell daran, diese und weitere betroffene Grafiken auf ein neues Format umzustellen. (Mehr dazu) |

### Energie
Die Gemeinde hat Anteil am 2016 eröffneten Windpark Pottendorf/Tattendorf.

### Verkehr
- Eisenbahn: Tattendorf liegt an der Aspangbahn zwischen Wien und Wiener Neustadt.[10]

### Bildung
In Tattendorf befindet sich ein Kindergarten.

## Politik

### Gemeinderat
Der Gemeinderat hat 19 Mitglieder.
- Nach den Gemeinderatswahlen in Niederösterreich 1990 hatte der Gemeinderat folgende Verteilung: 11 UHL (UNABHÄNGIGE HEIMATLISTE), 7 SPÖ und 1 ÖVP.
- Nach den Gemeinderatswahlen in Niederösterreich 1995 hatte der Gemeinderat folgende Verteilung: 8 UHL, 7 SPÖ und 4 ÖVP.[12]
- Nach den Gemeinderatswahlen in Niederösterreich 2000 hatte der Gemeinderat folgende Verteilung: 11 UHL, 6 SPÖ und 2 ÖVP.[13]
- Nach den Gemeinderatswahlen in Niederösterreich 2005 hatte der Gemeinderat folgende Verteilung: 8 SPÖ, 6 UHL und 5 ÖVP.[14]
- Nach den Gemeinderatswahlen in Niederösterreich 2010 hatte der Gemeinderat folgende Verteilung: 10 SPÖ, 6 UHL (UNABHÄNGIGE LISTE TATTENDORF) und 3 ÖVP.[15]
- Nach den Gemeinderatswahlen in Niederösterreich 2015 hatte der Gemeinderat folgende Verteilung: 9 SPÖ, 6 UHL und 4 ÖVP.[16]
- Nach den Gemeinderatswahlen in Niederösterreich 2020 hatte der Gemeinderat folgende Verteilung: 10 UHL, 5 SPÖ und 4 ÖVP.[17]
- Nach den Gemeinderatswahlen in Niederösterreich 2025 hat der Gemeinderat folgende Verteilung: 12 UHL, 4 ÖVP und 3 SVP.[18]

### Bürgermeister
Bürgermeister seit 1945 waren:
- 1945–1957 Franz Moutschka
- 1957–1971 Josef Gisperg
- 1971–1987 Josef Gisperg?, zusammengelegt mit Steinfelden
- 1988–2005 Erich Schneider (UHL)
- 2005–2015 Dietrich Reinfrank (SPÖ)[19]
- seit 2015 Alfred Reinisch (UHL),[20]

### Wappen
Der Gemeinde wurde 1998 folgendes Wappen verliehen: Gespalten von Rot und Gold, vorne über einem schwarzen Adler mit ausgebreiteten Flügeln eine rote Sturzkrücke, hinten aus dem Schildfuß wachsend ein belaubter goldener Weinstock mit drei Trauben. Gleichzeitig wurden die Gemeindefarben Gelb-Rot genehmigt.

## Persönlichkeiten

### Ehrenbürger der Gemeinde
- Jahr? Nikolaus Dumba (1830–1900) (1870 auch Nicolaus), österreichischer Industrieller und liberaler Politiker
- 2005 Mag. Peter Honzak, Vizebgm.a.D (posthum)
- 2006: Erich Schneider, Altbürgermeister[21]

### Söhne und Töchter der Gemeinde
- Ignaz Paur (1778–1842), Erfinder der „Wiener Hochmüllerei“
- Wally Neuzil (1894–1917), Lebensgefährtin und Modell Egon Schieles
- Günter Ledl (* 1949), österreichischer Automobilentwickler und Designer
- Gerhard Rodax (1965–2022), österreichischer Fußballspieler